# Acacia toondulya
Acacia toondulya é uma espécie de leguminosa do gênero Acacia, pertencente à família Fabaceae.